# Viking Tri-nations Rugby
Le Viking Tri-nations Rugby était une compétition de rugby à XV organisée par la FIRA–AER qui oppose les équipes nationales scandinaves : les équipes du Danemark, de la Norvège et de la Suède.
Le tournoi, organisé à quatre reprises, a lieu sur une saison du printemps à l'automne et chaque équipe rencontre une fois ses concurrents.

## Histoire
La première édition a lieu en 2009 en Norvège. En 2011, la Suède participe également au tournoi, mais elle renonce à défendre son titre en 2012.
La tenue de la compétition n'est pas reconduite en 2013.

## Palmarès
| Date | Vainqueur | Score   | Finaliste | Lieu | Spectateurs | 1er de la phase régulière |
| ---- | --------- | ------- | --------- | ---- | ----------- | ------------------------- |
| 2009 | Norvège   | 15 – 8  | Danemark  |      |             |                           |
| 2010 | Norvège   | 14 - 14 | Danemark  |      |             |                           |
| 2011 | Suède     | 18 - 7  | Norvège   |      |             |                           |
| 2012 | Danemark  | bye     | Suède     |      |             |                           |